# Willie Brown (giocatore di football americano)
William Ferdie Brown (Yazoo City, 2 dicembre 1940 – Tracy, 21 ottobre 2019) è stato un giocatore di football americano e allenatore di football americano statunitense, introdotto nella Pro Football Hall of Fame nel 1984.

## Carriera da giocatore
Brown non fu selezionato da alcuna squadra professionistica dopo avere lasciato il college nel 1963. Firmò con gli Houston Oilers della American Football League (AFL) ma fu svincolato durante il training camp. Firmò così coi Denver Broncos della AFL e divenne il cornerback titolare a metà della sua stagione da rookie. Nella sua seconda stagione fu inserito nella formazione ideale della stagione e convocato per l'All-Star Game, dopo aver fatto registrare 9 intercetti ritornati per 144 yard.
Nel 1967, Brown fu scambiato con gli Oakland Raiders della AFL dove trascorse il resto della carriera. Fu il capitano della difesa della squadra in 10 dei suoi 12 anni lì. Fu convocato cinque volte per l'All-Star della AFL e per quattro Pro Bowl nella NFL. Fu inserito tre volte nella formazione ideale della AFL e quattro volte in quella della NFL.
Forse l'apice della carriera di Brown coi Raiders fu nel Super Bowl XI, quando intercettò un passaggio di Fran Tarkenton e lo ritornò per un record del Super Bowl di 75 yard in touchdown. Questo primato resistette per 29 anni quando fu superato dal ritorno di 76 yard di Kelly Herndon dei Seattle Seahawks nel Super Bowl XL.
Brown si ritirò dopo la stagione 1978, terminando i suoi anni coi Raiders con 39 intercetti, un primato condiviso di franchigia. In carriera mise a segno complessivamente 54 intercetti.

## Palmarès

### Franchigia
- Campionati AFL : 1

Oakland Raiders: 1967
- Super Bowl : 1

Oakland Raiders: XI
- American Football Conference Championship: 1

Oakland Raiders: 1976

### Individuale
- AFL All-Star: 5

1964, 1965, 1967, 1968, 1969
- Convocazioni al Pro Bowl: 4

1970, 1971, 1972, 1973
- First-team All-AFL: 3

1964, 1968, 1969
First-team All-Pro: 2
1971, 1973
- Formazione ideale di tutti i tempi della AFL
- Formazione ideale della NFL degli anni 1970[1]
- Formazione ideale del 100º anniversario della National Football League
- Pro Football Hall of Fame (classe del 1984)